# Битка код Моргартена
Битка код Моргартена вођена је 15. новембра 1315. године између Швајцарске конфедерације и Аустријског војводства. Завршена је победом Швајцараца.

## Битка
Војска три кантона Швајцарске (Швиц, Ури и Унтервалден) сачувале су до 1315. године своју самоуправу. Под притиском Хабзбурговаца, оне 1291. године склапају вечни савез што означава настанак Старе швајцарске конфедерације. Савез је био уперен против Хабзбурговаца због чега Леополд I покреће војску од 6-8.000 људи. Битка се водила код брда Моргартена. Швајцарци су Леополда навукли у теснац између језера и Моргартена. У бици која је уследила, Леополд је доживео велики пораз и једва се и сам спасао. На бојишту је оставио 1500-2000 људи. Губици Швајцараца нису познати.